# Ray Donovan
Ray Donovan – amerykański serial kryminalny wyprodukowany przez Showtime. Premiera serialu telewizyjnego odbyła się 30 czerwca 2013 roku na kanale Showtime. Twórcą serialu jest Ann Biderman.
W Polsce serial miał swoją premierę 1 sierpnia 2013 roku dostępny w usłudze VOD nSeriale. Serial jest emitowany przez stację HBO Polska od 5 lipca 2014 roku
W Polsce emitowany jest także w AXN Black oraz AXN Spin. Oglądanie serialu jest dozwolone dla widzów dorosłych.

## Fabuła
Serial traktuje o tytułowym Rayu Donovanie i jego rodzinie (trójce jego braci, ojcu, żonie, córce i synu). Rodzina Donovanów pochodzi z Bostonu, skąd w całości przeniosła się do Los Angeles. Ray Donovan zarabia na życie, prowadząc firmę, która prowadzi znanym i bogatym ludziom sprawy o podłożu obyczajowym lub kryminalnym. On oraz jego współpracownicy, wykonując powierzone im zadania, uciekają się do szantaży, pobić, wymuszeń, tortur, łapówkarstwa i zastraszeń. Ray, kiedy to jest konieczne, ucieka się także do zabójstw. Ojciec Raya – Mickey – to zatwardziały kryminalista i morderca. Bracia Raya: Terry i Bunchy prowadzą klub bokserski. Terry z powodu urazu doznanego w walce bokserskiej zmaga się z Parkinsonem, Bunchy zaś z powodu traumy przeżytej w dzieciństwie (molestowanie przez księdza-pedofila) ma problemy z nawiązywaniem kontaktów z kobietami. Czwarty z braci – Daryll – jest owocem związku Mickeya i czarnoskórej Claudette. Daryll jest początkującym bokserem, zapatrzonym w ojca, z którym współprowadzi brudne interesy.
Ray do sezonu 6 mieszkał w Calabasas wraz ze swoją żoną Abby i dwójką nastoletnich dzieci: Bridget i Conorem. Po śmierci Abby przeprowadził się wraz z córką do Nowego Jorku, podczas gdy Connor zaciągnął się do Marines. Za Rayem do Nowego Jorku przylecieli także jego bracia i ojciec.

## Obsada
- Liev Schreiber – Raymond „Ray” Donovan, gangster z mroczną przeszłością, lojalny wobec swoich braci oraz rodziny
- Paula Malcomson – Abby „Abs” Donovan, żona Raya, która mieszka wraz z całą rodziną w posiadłości w Calabasas
- Eddie Marsan – Terrence „Terry”, brat Raya, były bokser, który w wyniku obrażeń doznanych w walce ma ubytki neurologiczne; prowadzi siłownię
- Dash Mihok – Brendan „Bunchy” Donovan, brat Raya, w dzieciństwie molestowany przez księdza; pracuje na siłowni Terry'ego (ofiara księdza pedofila dostał wysokie odszkodowanie, którym zarządza Ray)
- Steven Bauer – Avi, płatny morderca, prawa ręka Raya, były członek Mossadu
- Katherine Moennig – Lena, pracowniczka Raymonda, która odpowiada głównie za pracę w biurze i inwigilacje osób[4]
- Pooch Hall – Daryll Donovan, brat Raya, syn Claudette, bokser, dla którego Mickey jest autorytetem[4]
- Kerris Dorsey – Bridget Donovan, nastoletnia (w późniejszych sezonach dorosła) córka Raya
- Devon Bagby – Conor Donovan, nastoletni syn Raya
- Jon Voight – Mickey Donovan, ojciec Raya, kryminalista, który w przeszłości sprzedawał narkotyki; odsiedział w więzieniu 20 lat, za morderstwo, którego nie popełnił, jest skonfliktowany z Rayem, dogaduje się jednak z pozostałymi synami; Mickey jest egoistą, który w obronie własnych interesów posuwa się wielokrotnie do morderstw[5]

### Role drugoplanowe
- Elliott Gould – Ezra Goldman, szef Raya, zarazem jego mentor (sezony 1–2, gościnnie w sezonie 3)[5]
- Peter Jacobson – Lee Drexler, partner biznesowy Ezry[6]
- Denise Crosby – Deb
- Ambyr Childers – Ashley Rucker
- Josh Pais – Stu Feldman
- Sheryl Lee Ralph – Claudette
- Austin Nichols – Tommy Wheeler
- Brooke Smith – Frances
- Michael McGrady – Frank
- Robert G. Brewer – Eddie
- Craig Ricci Shaynak – Tiny, siostrzenica Sully's
- Frank Whaley – Van Miller (sezon 1)
- Johnathon Schaech – Sean Walker (sezon 1)
- James Woods – Patrick „Sully” Sullivan, który ma powiązania z przeszłości z rodziną Donovanów[7]
- Rosanna Arquette – Linda (sezon 1)
- Hank Azaria – James Cochran, szef wydziału FBI w Los Angeles[8] (sezon 2-4)
- Sherilyn Fenn – Holly Cochran, żona Jamesa[8](sezon 2)
- Vinessa Shaw –  Kate, nagrodzona Pulitzerem dziennikarka pracującą w The Boston Globe, która pisze książkę o Sullym[9](sezon 2)
- Wendell Pierce – Keith, kurator sądowy[10] (sezon 2)
- Ann Margaret – Juna Wilson[11] (sezon 2)
- Kip Pardue –  Thomas Volcheck, agent FBI którego szefem jest James Cochran[12] (sezon 2)
- Brian Geraghty – detektyw Jim Halloran, kochanek Abby (sezon 2)
- Andrea Boagart – Megan Volcheck, żona agenta FBI[13] (sezon 2)
- Octavius J. Johnson – Marvin, nastoletni czarnoskóry piosenkarz, chłopak Bridget (sezon 1-2)
- Omar Dorsey – Cookie Brown, czarnoskóry gangster (sezon 2)
- Ian McShane – Malcolm Finney[14] (sezon 3)
- Leland Orser – Romero, ksiądz (sezony 3-4)[15]
- Katie Holmes – Paige, córka Malcolma Finneya[16] (sezon 3)
- Jason Butler Harner – Varick Strauss, prawa ręka Malcolma Finneya[17] (sezon 3)
- Fairuza Balk – Ginger, prostytutka[18] (sezon 3)
- Shree Crooks – Audrey,córka Ginger (sezon 3)[18]
- Aaron Staton – pan Donellen, surowy nauczyciel[19] (sezon 3)
- Stephanie Erb – Helen Miller[20] (sezon 3)
- Sarah Shahi – Hasmig[21] (sezon 3)
- Alyssa Diaz – Teresa, żona Bunchy'ego (sezony 3-4)
- Gabriel Mann – Jacob Waller, adwokat (sezon 4)[22]
- Lisa Bonet – Marisol (sezon 4)[23]
- Richard Brake – Vlad (sezon 4)[24]
- Ted Levine – Little Bill Primm (sezon 4)[25]
- Ismael Cruz Cordova – Hector Campos (sezony 4)[25]

## Odcinki
| Sezon | Sezon | Odcinki | Oryginalna emisja USA | Oryginalna emisja USA | Oryginalna emisja POL | Oryginalna emisja POL | Oryginalna emisja POL |
| Sezon | Sezon | Odcinki | Premiera sezonu       | Finał sezonu          | Premiera sezonu       | Finał sezonu          |                       |
| ----- | ----- | ------- | --------------------- | --------------------- | --------------------- | --------------------- | --------------------- |
|       | 1     | 12      | 30 czerwca 2013       | 22 września 2013      | 1 sierpnia 2013       | 17 października 2013  |                       |
|       | 2     | 12      | 13 lipca 2014         | 28 września 2014      | 18 sierpnia 2014      | 3 listopada 2014      |                       |
|       | 3     | 12      | 12 lipca 2015         | 27 września 2015      | 23 lipca 2015         | 8 października 2015   |                       |
|       | 4     | 12      | 26 czerwca 2016       | 18 września 2016      | 18 lipca 2016         | 3 października 2016   |                       |
|       | 5     | 12      | 6 sierpnia 2017       | 29 października 2017  | 1 września 2017       | 17 listopada 2017     |                       |
|       | 6     | 12      | 28 października 2018  | 13 stycznia 2019      | 29 października 2018  | 14 stycznia 2019      |                       |
|       | 7     | 10      | 17 listopada 2019     | 19 stycznia 2020      | 14 stycznia 2020      | 17 marca 2020         |                       |

## Produkcja
Stacja Showtime zamówiła 2 sezon Ray Donovan.
21 sierpnia 2014 roku, stacja Showtime zamówiła 3 sezon serialu.
11 sierpnia 2015 roku, stacja Showtime zamówiła 4 sezon serialu.
13 sierpnia 2016 roku, stacja Showtime zamówiła 5 sezon serialu.
24 października 2017 roku, stacja Showtime zamówiła 6 sezon serialu.
20 grudnia 2018 roku, stacja Showtime przedłużyła serię o siódmy sezon serialu.